# Campionato internazionale di scherma 1929
Il settimo campionato internazionale di scherma si è svolto nel 1929 a Napoli, in Italia.
Sono stati assegnati 1 titolo femminile e 4 titoli maschili:
- femminile
  - fioretto individuale
- maschile
  - fioretto individuale
  - fioretto a squadre
  - sciabola individuale
  - spada individuale

## Risultati

### Uomini
| Evento                          | Oro | Argento                                                            | Bronzo                                                                                     |
| Spada                           | |                                                                    |                                                                                            |
| Spada individuale (dettagli)    | Philippe Cattiau | Franco Riccardi                                                    | Marcello Bertinetti                                                                        |
| Fioretto                        | |                                                                    |                                                                                            |
| Fioretto individuale (dettagli) | Oreste Puliti | Philippe Cattiau                                                   | Giulio Gaudini                                                                             |
| Fioretto a squadre (dettagli)   | Italia Dante Carniel Giulio Gaudini Nicola Girace Gioacchino Guaragna Gustavo Marzi Ugo Pignotti Oreste Puliti Ciro Verratti | Belgio Raymond Bru Xavier de Beukelaer Charles Debeur Robert T'Sas | Ungheria János Hajdú Ottó Hatz Gusztáv Kálniczky György Piller-Jekelfalssy György Rozgonyi |
| Sciabola                        | |                                                                    |                                                                                            |
| Sciabola individuale (dettagli) | Gyula Glykais | Gustavo Marzi                                                      | Attila Petschauer                                                                          |

### Donne
| Evento                          | Oro          | Argento         | Bronzo      |
| Fioretto                        |              |                 |             |
| Fioretto individuale (dettagli) | Helene Mayer | Johanna de Boer | Margit Danÿ |

## Medagliere
| Posizione | Nazione     |   |   |   | Totale |
| --------- | ----------- | - | - | - | ------ |
| 1         | Italia      | 2 | 2 | 2 | 6      |
| 2         | Francia     | 1 | 1 | 0 | 2      |
| 3         | Ungheria    | 1 | 0 | 3 | 4      |
| 4         | Germania    | 1 | 0 | 0 | 1      |
| 5         | Belgio      | 0 | 1 | 0 | 1      |
| 5         | Paesi Bassi | 0 | 1 | 0 | 1      |
| Totale    | Totale      | 5 | 5 | 5 | 15     |